# Trisepalum albidum
Trisepalum albidum är en tvåhjärtbladig växtart som först beskrevs av Euphemia Cowan Barnett, och fick sitt nu gällande namn av Brian Laurence Burtt. Trisepalum albidum ingår i släktet Trisepalum och familjen Gesneriaceae. Inga underarter finns listade i Catalogue of Life.